# Yokohama Keio Challenger 2024
Der Yokohama Keio Challenger 2024 war ein Tennisturnier der ITF Women’s World Tennis Tour 2024 für Damen und ein Tennisturnier der ATP Challenger Tour 2024 für Herren in Yokohama. Das Turnier fand für die Herren vom 18. bis 24. November 2024 und für die Damen unmittelbar folgend vom 25. November bis 1. Dezember 2024 statt.